# Barri de Granada

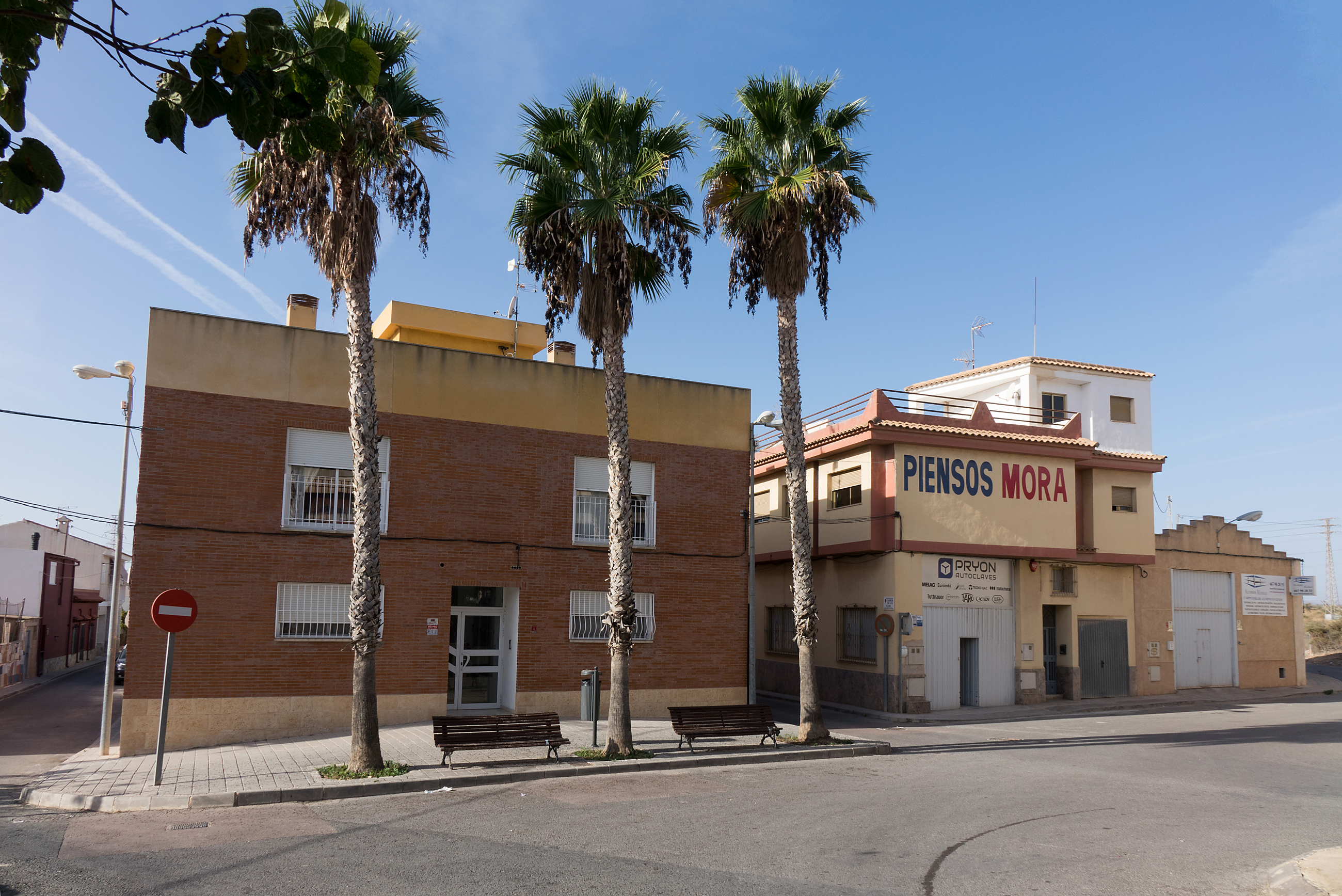
Vista del barri de Granada.

El Barri de Granada és un nucli de població de l'entitat singular de població de la la Canyada del Fenollar d'Alacant (Alacantí, País Valencià). A pesar del fet que pertany a Alacant, popularment és considerat un barri de Sant Vicent del Raspeig per la seua proximitat i llaços dels seus habitants amb aquest municipi.

## Història
El Barri de Granada va nàixer en els anys 60 al segle xx. Els primers assentaments van ser veïns del municipi de Cuevas del Campo i altres de la província de Granada que buscaven treball en l'agricultura o la construcció. Es van instal·lar progressivament cases, de manera que es va formar un barri amb identitat pròpia, i per la procedència dels seus pobladors, se li va conèixer com a Barri Granada.

## Descripció general
Proper al cementeri municipal de Sant Vicent del Raspeig, el Barri de Granada està format per diverses desenes d'habitatges d'una o dues plantes, i compta tan sols amb dos carrers principals coneguts sota el nom d'"Ample" i "de les Flors", una d'anada i una altra de tornada, travessades per un altre parell de carrerons. Existeix un camp de futbol sala de terra amb porteries de futbol 7. Granada celebra les seues festes a l'agost. L'alçària respecte el nivell de la mar és de 96,36 metres.

## Desatenció d'Alacant
El barri és únicament residencial i manca de qualsevol servei, tant ciutadà com comercial. A nivell urbanístic, manca de nombrosos elements com són reixetes, guals i passos per als vianants, fonts d'aigua potable, papereres, pilons i telèfons públics. A més, compta amb trams de vorera en mal estat i elements que envaeixen la banda lliure per als vianants de la major part dels itineraris. Els xiquets i jóvens del barri tenen assignada l'educació infantil i primària al col·legi Azorín de Sant Vicent del Raspeig a causa de la seua llunyania amb Alacant. Així mateix, a nivell de sanitat, els residents acudeixen al centre de salut de Sant Vicent del Raspeig. El mateix ocorre amb el servei de repartiment de Correu postal, que és atés per Sant Vicent. A més de les reclamacions dels seus veïns, també alguna formació política ha sol·licitat millores i atenció al barri. Veïns del Barri de Granada han contemplat la segregació d'Alacant per sol·licitar l'annexió a Sant Vicent del Raspeig.